# Poesía Loncca
Poesía loncca, también conocida en su declamación como “poemas lonccos”, “lonqquedas”, “huarocclladas”[cita requerida] o “versos lonccos”, es un género literario propio de la provincia de Arequipa, en departamento homónimo del Perú. Esta manifestación literaria refleja el carácter típico del “loncco” o chacarero, que no es sino el campesino de los alrededores de la ciudad de Arequipa.

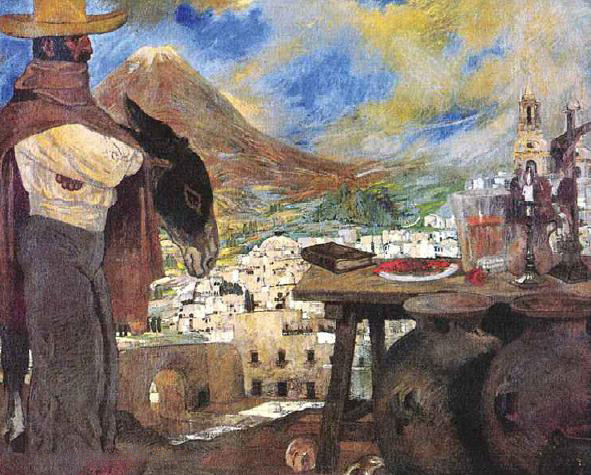
El Loncco, pintura de Vinatea Reinoso

## Antecedentes
Esta poesía en sus inicios nace como una suerte de piropo improvisado que el loncco, estando en la chacra, crea para cortejar a su amada, utilizando las palabras que él ha aprendido en el campo: los “arequipeñismos”, que en muchos casos son barbarismos del castellano graciosamente hablados y que, combinados con el “voseo” que aún se utilizaba en Arequipa a finales del siglo XX, dan origen a la fabla o dialecto llamado “loncco” o “lonqquismo” , tal y como se aprecia en las siguientes frases:
¡Oy, pa’nde vais!, ... (haciendo una llamada para preguntar ¿Oye, a dónde vas?)
¡Qui’acís mirándome tite¡ (inquiriendo a una persona que se queda mirando quietamente a alguien)
¡Qué huiri huiri, ni huiri huiri, ¡carajo¡ (haciendo referencia al BBD, marca de ropa interior, que se refiere a una camiseta interior que en Perú se ha castellanizado como “bibirí”)

## Poesía anónima
Después, esta poesía en la que no existían poetas, es decir, los autores eran anónimos, se convierten en “dichos” o “versos”, y se amplían en su temática a recitarle a la naturaleza, a los animales y finalmente a su querida ciudad de Arequipa. 

## Historia
Se sabe, no obstante, que en una época pasada existieron los primeros conatos de “poesía loncca”, pero que no fue tal pues, los autores no eran lonccos, sino más bien intelectuales de la literatura que plasmaron en sus poemas algunas de las tradiciones y costumbres que observaron del arequipeño de antaño. Estos fueron: Percy Gibson, Francisco Mostajo, Manuel Gallegos Sanz, José Luis Bustamante y Rivero, entre otros.

### Esplendor de la Poesía Loncca
Para 1977, estos poemas que estaban perdidos en el habla popular de Arequipa, son recogidos por el declamador don Isidro Zárate Santillana, un profesor que al desempeñarse en escuelas fiscales y rurales de la ciudad aprende el hablar de los lonccos y la picardía para declamar con mucha gracia . Tuvo un espacio en Radio Melodía de Arequipa titulado: “Poemario Loncco” en donde divulgó los poemas con gran aceptación en la ciudad, pues se emitían por lo general los domingos a las 6:00. de la mañana, hora en que en la mayoría de los hogares existía aún el tradicional deguste del adobo arequipeño con su “té pitiau” (té tomado con anís Nájar o pisco, en tazas con agua recién hervida en las calentadoras piteadoras o silbadoras de antaño). Estas declamaciones eran acompañadas por la emisión de yaravíes, pampeñas o marineras arequipeñas.
En ese mismo año hacen su aparición los “poetas lonccos”, que se identifican ya como los autores de algunas composiciones que se van haciendo populares, tal es el caso de Don Félix García Salas, bautizado entonces por don Isidro como “El Sachaquita”, pues provenía de Sachaca, uno de los distritos más agrícolas y tradicionales de Arequipa, por ello fue el único poeta venido del campo que vertía en sus poesías sus experiencias vividas. No obstante, con anterioridad ya se recitaban los poemas de don Artemio Ramírez Bejarano, de Tingo Grande, un poeta que se embarcó muy bien en la corriente literaria que por entonces se gestaba y se consolidaba, y la supo volcar en sus composiciones con gran maestría.
Inspirados en el campo y las tradiciones de su pueblo siguieron haciendo su aparición innumerables autores de poesía loncca, tal es el caso de Germán Rojas “El Gañán de Socabaya”, Manuel Núñez Pinto “El Caymeñito”, Juan Mario Meza de Pampa de Camarones, Ricardo Gamarra Menéndez, don Angel Gonzales “el Brujo mayor de Huaranguillo”, entre muchos otros que al igual que Isidro Zárate Santillana rescataron el hablar de los lonccos.

### Las últimas manifestaciones y el ocaso
Esta corriente, a lo largo de los años, y ya con la muerte de don Isidro Zárate, ha seguido creciendo, pero ya sólo emulando o parodiando al personaje típico de Arequipa: “El loncco”, y se han creado infinidad de poemas inspirados en él y su entorno. 
Por otro lado, en televisión se hace popular el personaje de don “Timoteo” (un muñeco parlante) de don Andrés Bedoya Ugarteche, en su programa “La Pedrada de Andrés” (ATV Sur 1990-1997), que hace una caracterización muy acorde con el prototipo del chacarero o loncco arequipeño (el que viste con chaleco, sombrero y bigote prominente, y habla con voz atronadora), pero ya no recitando. Cabe destacar, asimismo, la aparición un poco tardía de don Antonio Gonzales Polar Yanahuara 1933, también recopiló e inspiró algunas poesías lonccas y las presentó en su programa “Arequipa: Genio y figura” (Hispano Televisión 1998-1999).
En la actualidad, la ciudad de Arequipa se ha visto azotada por la migración (desde 1960) de pobladores de las provincias y departamentos vecinos que han traído su propio folclor y han terminado por extinguir la auténtica poesía loncca. Los nuevos arequipeños, es decir, los hijos de los emigrantes nacidos en esta región, que llegan casi al 70% de la población, ya no reconocen como suya esta literatura y no la cultivan, porque es ajena a su realidad, y aunque se les inculca en las escuelas el aprendizaje y creación de algunos poemas, la esencia de los mismos se ha perdido casi en su totalidad, porque el joven o niño solamente se limita a imitar la forma de hablar de los arequipeños autóctonos, en algunos casos esa imitación es burda y exagerada. 
Inclusive algunos, copiando las palabras de los diccionarios y vocabularios lonccos que existen, hacen creaciones de su propia inspiración a las que mal denominan como poesía loncca.

## Características
Este género poético ha evolucionado demasiado rápido y ha terminado por sucumbir simultáneamente con la desaparición de los lonccos, ya que como dice Alex García Salazar: “No puede haber poesía loncca sin lonccos”. La versificación de la poesía loncca es considerada irreverente de las reglas de composición literarias como la rima y el ritmo, por ello es que algunos estudiosos de la literatura no la ven como poesía culta, sino más bien como profana y de escasa riqueza léxica ya que se viola toda reglas idiomáticas con los barbarismos que se le agregan. No obstante, esa peculiaridad ha dado cabida a un nuevo género: “la poesía inculta”, si cabe apropiado el término. La originalidad de esta poesía es que se recita con apasionada naturalidad, es decir de corazón poniéndole un matiz musical, ya que el arequipeño se caracteriza por hablar cantando, alargando los acentos. 
¡Güenos días nos de Dios, comadri.....ta! Una variante de la poesía loncca es el “discurso loncco” que es el deleite de escuchar hablar o conversar con un loncco, con su característico humor, algunas veces pícaro y palomilla.
Sin embargo, con la aparición de “los poetas lonccos” la poesía se pulió sin trastocar su verdadera naturaleza, y se hizo más florida, pues se empiezan a componer en pequeños sonetos, o cuartetos con rima, y en algunos casos en décimas, como las poesías de Artemio Ramírez Bejarano.

## Dicción y pronunciación
Para el efecto de redactar un poema, el poeta loncco se ha tenido que valer de artificios fonéticos y lingüísticos para poder expresar con acierto su mensaje, para ello ha optado por crear dos fonemas inexistentes en el lenguaje español: la doble “CC”, que representa el sonido quechua o aimara explosivo, producto de la fusión de dos consonantes juntas: K+J, que dan lugar al sonido “Kj” fonemizado como “CC”. Por ejemplo, la palabra “ccatatar” (arrastrar) se pronunciará como “kjatatar”. Por afinidad, la “qq” representa el mismo sonido cuando la vocal que antecede es la “e” o la “i”. Ejm.: “Chaqquena” = chakjena ; “lonqquito” = lonkjito.
Inclusive, hay palabras castellanas que son más aceptadas como barbarismo que como una palabra bien hablada. Por ejemplo, “cuetero”,jamás sería aceptada y utilizada como “cohetero”. Por ello es que esta forma de hablar, en su momento, llegó a tener nivel de dialecto.